# Rezydua
Rezydua – to zjawiska psychiczne, wyobrażenia i przekonania będące wyrazem popędów skłaniających ludzi do określonych zachowań.
Najważniejsze rezydua to te skłaniające człowieka do:
- uzewnętrzniania swych przeżyć w działaniach,
- obcowania z innymi (afiliacji),
- chronienia własnej osoby,
- kombinowania (wprowadzania zmian w otoczeniu)
- konserwowania status quo - chronienia tego co jest w danym momencie.

Pochodne rezyduów to derywaty czyli językowa osłona rezyduów, która ma nadawać działaniom jednostek pozory racjonalności. Derywaty to np. idee, ideologie, religie itp.